# Сергей Фокин
Сергей Фокин е бивш руски футболист, защитник. Олимпийски шампион със СССР през 1988. Шампион на СССР с ЦСКА през 1991.

## Кариера
Кариерата му започва в Алга Фрунзе през 1978. През 1984 постъпва в ЦСКА като войник и завършва казармата със звание майор. Той става един от най-добрите играчи в отбора и през 1987 е повикан в олимпийския тим на СССР. На олимпиадата в Сеул записва само 1 мач, тъй като получава възпаление на седалищния нерв. През 1990 е повикан за световното в Италия, но не записва нито един мач поради травма в гърба. Треньорът Валерий Лобановски решава да заложи на Сергей в мачът срещу Аржентина, но самият играч казва, че не е готов на 100%. След края на световното повече не е повикан за националния отбор. През 1991 печели дубъл с ЦСКА - титлата и купата на СССР. През 1992 получава предложения от някои отбори, но „армейците“ отказват да го пуснат. В края на 1992 Анатолий Коробочка му урежда трансфер във втородивизионния Айнтрахт Брауншвайг. Отборът изпада в регионалните дивизии, но Сергей играе за него до 2000, като е един от основните му играчи. През 2000 за кратко е помощник-треньор на Айнтрахт.

## Извън футбола
Завършил е институт по физкултура и има диплома за учител. От 2003 работи в завода на Фолксваген в Брауншвайг. Също така е имал и собствено кафене – „Цукерзе“, но то е закрито поради рентабилност.